# آرثر كوفي
آرثر كوفي (بالإنجليزية: Arthur Covey)‏ هو رسام أمريكي، ولد في 13 يونيو 1877، وتوفي في 5 فبراير 1960 في تاربون سبرينغز في الولايات المتحدة.